# Duin- en strandwallenlandschap
Het duin- en strandwallenlandschap is een van de Nederlandse landschapstypen dat langs de Noordzeekust voorkomt.

## Nationaal Park
Een van Nederlands eerste en bekendste natuurbeschermers, Jac. P. Thijsse, realiseerde zich in het midden van de 20e eeuw de grote natuurlijke rijkdom van het duin- en strandwallenlandschap en het belang van het behoud er van: "We spreken er zelfs over, alle duinen, van Cadzand to Rottum toe, te behandelen als één groot Nationaal Park. Dit is geen hersenschim en de kansen op verwezenlijking laten zich duidelijk onderscheiden." Het heeft tot 2016 geduurd tot er een initiatief genomen werd met de ambitie om de hele strook van vastelandsduinen tussen Hoek van Holland en Den Helder onder te brengen in één Nationaal Park met als naam Hollandse Duinen. Het huidige gebied van Hollandse Duinen omvat het duin- en strandwallenlandschap van Hoek van Holland tot Noordwijk. Wel werden er eerder deelgebieden van het Nederlandse duin- en strandwallenlandschap tot Nationaal Park bestempeld: Nationaal Park Schiermonnikoog in 1989, Nationaal Park Zuid-Kennemerland in 1995 en Nationaal Park Duinen van Texel in 2002.